# Петлин, Максим Анатольевич
Пе́тлин, Макси́м Анато́льевич (род. 12 октября 1973, Новокузнецк, Кемеровская область, РСФСР, СССР) — российский политический деятель. Действующий председатель Свердловского отделения РОДП «Яблоко», член федерального Бюро партии. Ранее занимал должность депутата Екатеринбургской городской думы V-го созыва.

## Биография
Родился 12 октября 1973 году, в Новокузнецке. Окончил в 1991 году Красноярскую краевую физико-математическую школу-интернат. После переезда в Екатеринбург, в 1996 году окончил экономический факультет УрГУ по специальности «Экономическая теория». С 1996 года занимается рекламно-информационным бизнесом. В 2005 году принимает участие в создании Уральской гильдии рекламопроизводителей, в 2006 и 2007 годах занимал пост председателя Совета этой организации.
В 2009 году избирается председателем уральского отделения партии «Яблоко», в этом же году становится депутатом Городской думы Екатеринбурга. Был одним из организаторов акции «Стратегия 31» в Екатеринбурге, а также политических протестов и акций оппозиции в Екатеринбурге. В 2013 году лишился мандата депутата в результате уголовного преследования.

### Уголовное преследование
В 2011 году, Петлин вместе с партией Яблоко и градозащитниками, организовали серию протестов против застройки парка и строительства ТРЦ «Радуга-парк». По итогу, ФСБ сфабриковало дело о вымогательстве, заявив о том, что якобы Петлин требовал деньги за прекращение протестов против застройки парка, и арестовало его 22 февраля 2011 года, попутно проведя обыски в его доме и офисе партии. После продолжительного домашнего ареста, в 2013 году был приговорён к трём годам лишения свободы.
В рамках данного дела, получил широкую известность, входил в список 39 политзаключённых, освобождения которых требовали в 2012 году представители оппозиции. Владимир Буковский публично призывал к освобождению Петлина, называя его политическим заключённым. OpenDemocracy заявил об аресте Петлина как о наступлении на права и свободы в России, и попыткой ликвидации оппозиции в Екатеринбурге.
По итогу, отсидев срок, вышел на свободу 20 августа 2015 года, лишившись права избираться и быть избранным в органы государственной власти до 2031 года.
В 2022 году, Европейский суд по правам человека признал незаконной прослушку Максима Петлина со стороны ФСБ и присудил ему компенсацию.

### Дальнейшая карьера
После освобождения Петлин заявил прессе, что в течение 6 лет, пока не будет погашена его судимость, он не будет баллотироваться в депутаты. В декабре 2015 года пресс-секретарь Григория Явлинского Игорь Яковлев сообщил, что Петлин стал членом федерального бюро «Яблока».
В июне 2017 года критиковал выдвижение от партии «Яблоко» в губернаторы Свердловской области Евгения Ройзмана. Петлин сообщил прессе, что не уверен в конструктивности этой идеи и может воздержаться при голосовании Бюро по этому вопросу.
В 2019 году был одним из организаторов федеральной акции против ввоза радиоактивных отходов в Россию.
В 2021 году был избран председателем РО партии в области, а также стал одним из инициаторов демократической коалиции Свердловской области, «Екатеринбург-2021», в рамках которого планировал объединить демократические силы на выборах в ЗакСо 2021 года.